# Jules Anspach
Jules Victor Anspach (Brussel, 20 juli 1829 - Etterbeek, 19 mei 1879) was een Belgisch liberaal advocaat, volksvertegenwoordiger en burgemeester van Brussel.

## Biografie

### Familie
Jules Anspach was de oudste zoon van handelaar en volksvertegenwoordiger François Anspach en Marie-Françoise Honnorez, en een kleinzoon van Isaac Salomon Anspach, poorter van Genève, calvinistische predikant en een politiek figuur in de Republiek Genève, hoofdauteur van de Grondwet van Genève van 1794. Hij was de broer van Édouard Anspach, diplomaat, en Eugène Anspach, gouverneur van de Nationale Bank van België.
Hij trouwde in 1851 in Brussel met Françoise Urban (1828-1895), zus van Jules Urban, ingenieur en industrieel. Ze kregen een zoon en een dochter:
- Marguerite Anspach (1852-1934), trouwde in 1874 in Brussel met Jules Van Dievoet (1844-1917), advocaat bij het Hof van Cassatie, zoon van August Van Dievoet, rechtshistoricus en advocaat bij het Hof van Cassatie. Ze kregen twee zoons en een dochter, met afstammelingen tot heden.
- Maurice Anspach (1854-1942), voorzitter van de Algemene Spaar- en Lijfrentekas, trouwde in 1878 in Antwerpen met Virginie Pecher (1856-1882), dochter van Édouard Pecher, ondernemer en consul-generaal in Rio de Janeiro. Ze kregen een zoon, met afstammelingen tot heden.

### Loopbaan

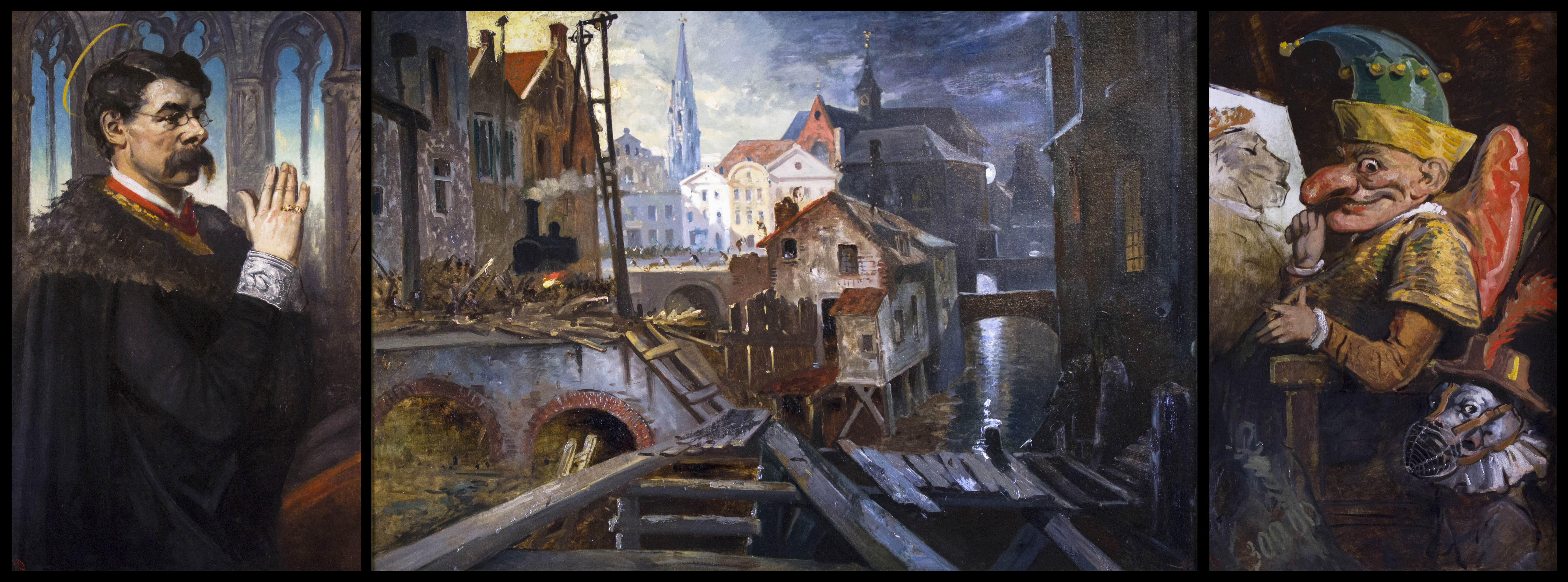
Satirisch drieluik Triptiek bestemd voor de Gotische Zaal van het stadhuis van Brussel (Ghémar, 1868)
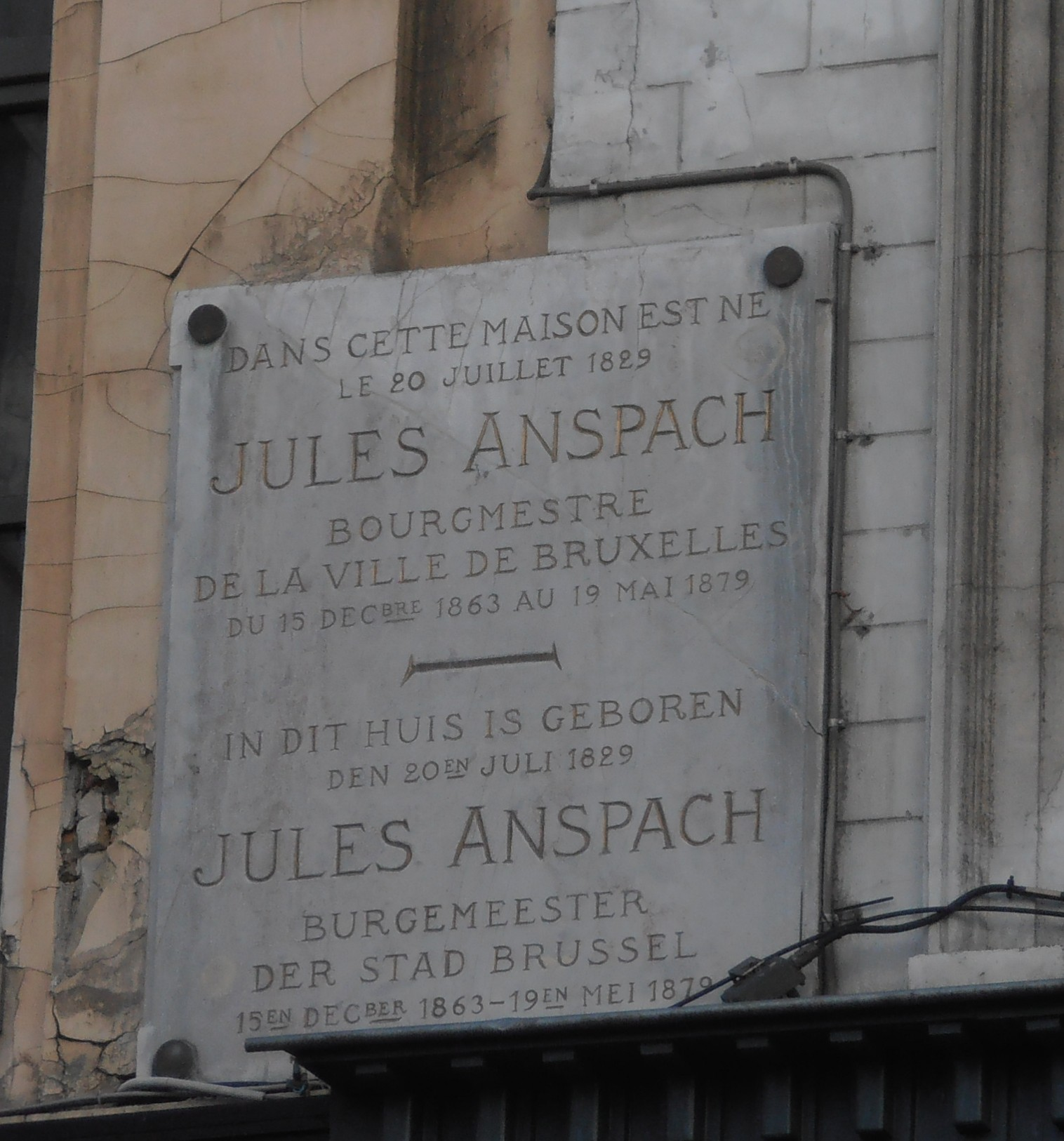
Gedenkplaat aan het geboortehuis van Anspach (Rue de l'Ecuyer/Schildknaapstraat).

Anspach promoveerde tot doctor in de rechten aan de Université libre de Bruxelles (1851) en vestigde zich als advocaat in Brussel. In 1857 werd hij gemeenteraadslid van Brussel. Hij was er schepen van 1858 tot 1862 en burgemeester van 1863 tot aan zijn dood. Hij heeft veel bijgedragen tot de modernisering van de stad Brussel. Onder zijn burgemeesterschap werd de Zenne overwelfd, die veel overlast bezorgde met zijn herhalend terugkerende overstromingen, en werden op die locatie bovengronds brede boulevards aangelegd (Maurice Lemonnierlaan, Anspachlaan, Adolphe Maxlaan).
In 1866 werd hij verkozen tot liberaal volksvertegenwoordiger voor het arrondissement Brussel en vervulde ook dit mandaat tot aan zijn dood.
Anspach werd in 1857 opgenomen in de vrijmetselaarsloge Les Amis Philanthropes. Hij was er Achtbare Meester van 1865 tot 1867 en van 1870 tot 1872. In 1867 organiseerde de loge een plechtige zitting ter ere van Anspach, als hulde voor zijn heroïsch optreden tijdens de cholera-epidemie die de stad had getroffen.
Hij overleed op 49-jarige leeftijd in Etterbeek en werd begraven op de begraafplaats van Brussel in Evere, die hij zelf nog geopend had.